# Chöje Lama Gelongma Palmo

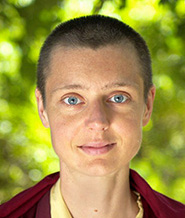
Choje Lama Palmo (2004)

Chöje Lama Gelongma Palmo (wylie: chos rje bla ma dge slong ma dpal mo ཆོས་རྗེ་བླ་མ་དགེ་སློང་མ་དཔལ་མོ།; ausgesprochen Tschödsché Lama Gélongma Palmo) (geb. 1970 als Sabine Januschke in Wien) ist eine der wenigen weiblichen Lamas des Buddhismus und der einzige nicht asiatische, weibliche Chöje Lama in der 2600 Jahre alten Geschichte des Buddhismus.
Chöje Lama Palmo lehrt den Dharma zeitgemäß und leicht verständlich. Nebst ihrer spirituellen und sozialen Verantwortung ist sie vielerart aktiv und dafür bekannt, über ein umfangreiches praktisches sowie intellektuelles Repertoire zu verfügen. So hat sie beispielsweise einen Gnadenhof etabliert und ist sowohl in der westlichen als auch tibetisch Buddhistischen Kunst sehr versiert.
Chöje Lama Palmo wurde 2004 von ihrer Kongregation und ihrem höchsten Oberhaupt, S. H. Chamgon Kenting Tai Situpa nach Österreich geschickt, um den Dharma zu lehren. Sie etablierte Palpung Europe mit Instituten in Purkersdorf bei Wien und Langschlag im Waldviertel, den Europäischen Sitz der S. H. Chamgon Kenting Tai Situpas und der Palpung Linie, deren Sitz im Exil in Nordindien ist. Sie ist der Head Lama von Palpung Europe mit seinen Instituten.

## Leben

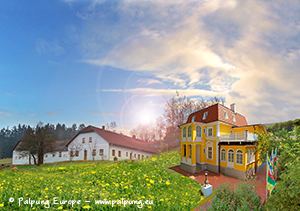
Klausur und Stadtinstitut des Europäischen Sitzes S. H. Chamgon Kenting Tai Situpas

Chöje Lama Palmo maturierte an der Vienna Business School, studierte Germanistik und Romanistik an der Universität Wien und diplomierte in germanistischer Mediävistik. Als Medienexpertin arbeitete bis zu ihrer klösterlichen Weihe als freie Journalistin, in der PR und als Fotografin.

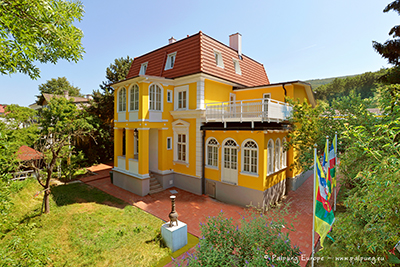
Stadtinstitut des Europäischen Sitzes S. H. Chamgon Kenting Tai Situpas

Sie studierte seit ihrem ersten Kontakt mit dem Buddhismus in ihren frühen Zwanzigern unter dem Klösterlichen Sitz Palpung Sherab Ling in Indien und erhielt ihre gesamte, traditionelle Ausbildung in ihrem Kloster. 1998 erhielt sie die ersten klösterlichen Gelübde und trat 2000 in das traditionelle Kagyü Drei-Jahres-Retreat in KTD, USA ein. Gleich nach dessen Beendigung wurde sie 2004 nach Japan und noch im selben Jahr nach Österreich geschickt. Im Dezember 2004 erhielt sie die volle klösterliche Ordination einer Gelongma (tib.: dge slong ma, དགེ་སློང་མ།) oder Bhikkhuni innerhalb einer Mahayana Linie.
2006 traf sie Dalai Lama und Gyalwa Karmapa Orgyen Trinley Dorje in Privataudienzen. Beide erteilten ihren Rat und Segen für die Projekte von Lama Palmo. 2007 wurde sie von Chamgon Kenting Tai Situ Rinpoche zur Direktorin sowie Lehrer in Residenz von Palpung Yeshe Chökhor Ling Europe ernannt.

Am 22. Juli 2013 wurde Lama Palmo von Chamgon Dorje Chang Tai Situ Rinpoche zum Choje Lama ernannt. Am 5. November 2014 erhielt sie die Traditionelle Tibetische Ernennungsurkunde vom 12. Chamgon Dorje Chang Tai Situ Rinpoche. 

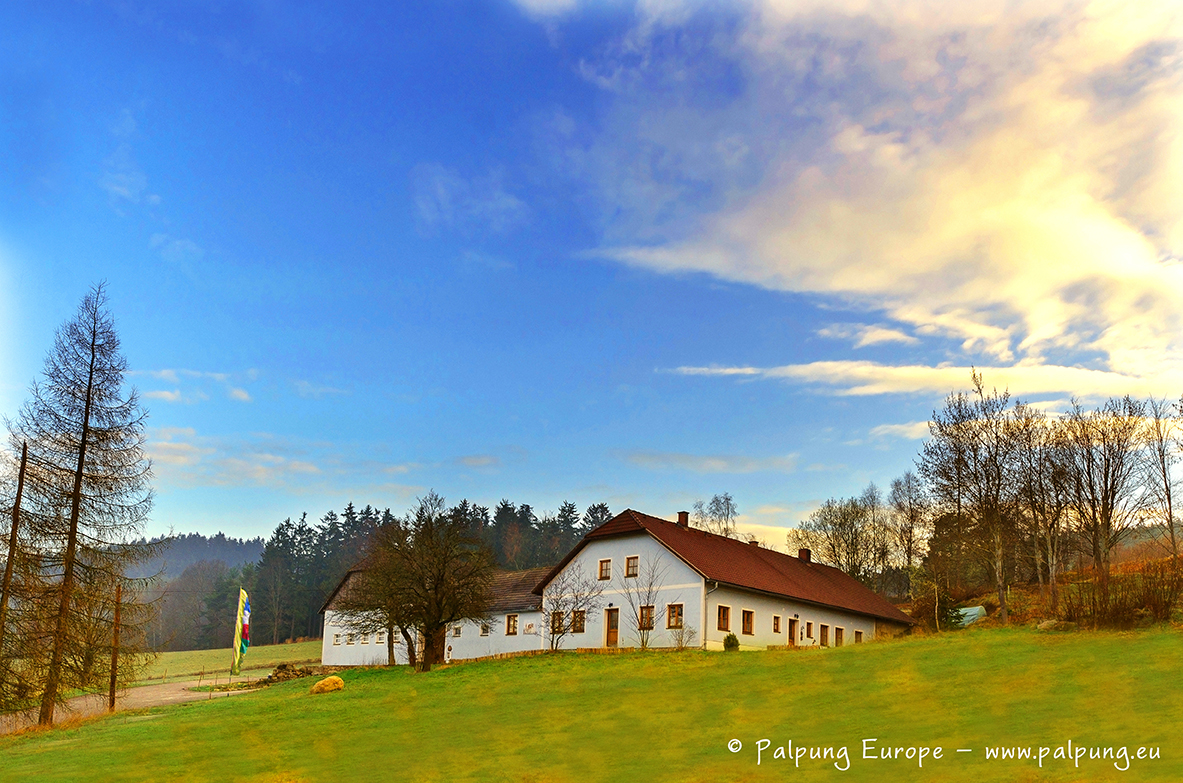
Klausurinstitut des Europäischen Sitzes S. H. Chamgon Kenting Tai Situpas

## Aktivitäten
Sie etablierte und leitet Palpung Europe, den Europäischen Sitz der Palpung Linie des Tibetischen Buddhismus, mit Instituten in Purkersdorf bei Wien und Langschlag im Waldviertel. 

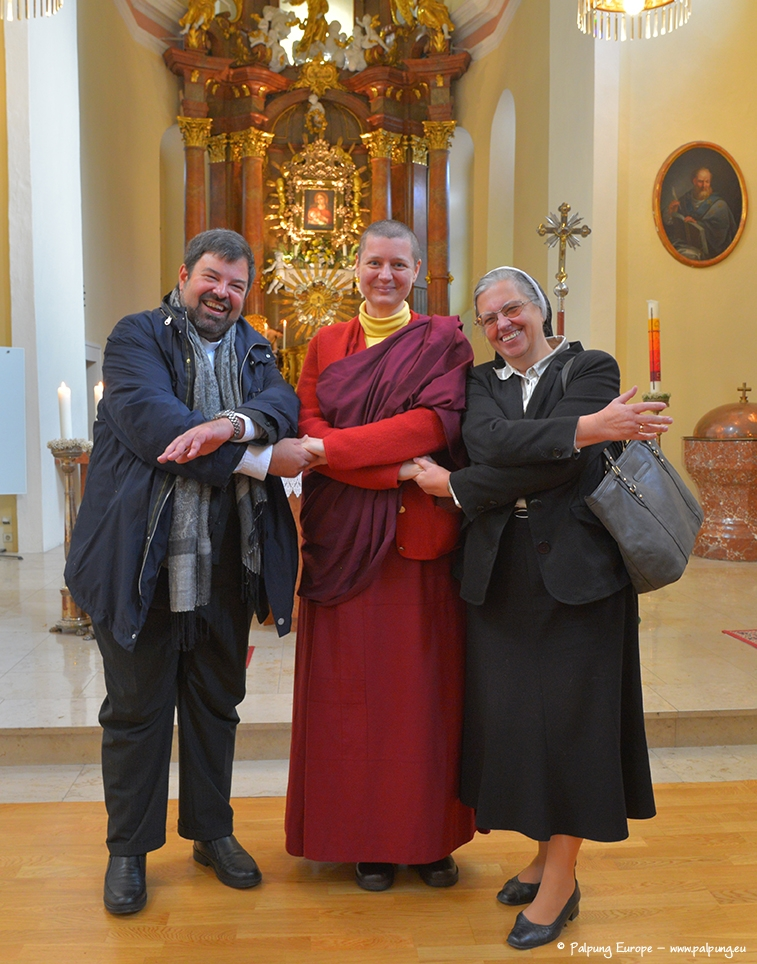
Chöje Lama Palmo Interreligion

Palpung Europe sind buddhistische Institute und Praxisgemeinschaften der Palpung Linie des Vajrayana. Chöje Lama Palmo ist aktiv in den interreligiösen Dialog involviert und ist sowohl Gast als auch Einladende zu interreligiösen Veranstaltungen verschiedenster Formate mit Vertretern unterschiedlicher Religionsbekenntnisse. Chöje Lama Palmo betreibt den interreligiösen Austausch im Hinblick auf besseres Kennenlernen und Akzeptanz der Religionen und ihrer Inhalte für mehr Harmonie und Frieden in der Welt. In ihrem sozialen Dienst ist sie innerhalb ihres Palpung Europe Welfare Projekts engagiert und etabliert einen Gnadenhof. Weiters betreibt sie Gefangenenseelsorge und ist punktuell in andere Projekte zum Wohle anderer involviert. Außerdem etablierte sie Palpung Europe Publications, um die Palpung Linie zu erhalten und Schüler des Dharma mit Übertragungen, Unterweisungen und Praxis Material in deutscher Sprache zu versorgen. In ihren religiösen Aufgaben überträgt sie Schülern des Dharma die Mittel und Wege, selbst Buddha werden zu können gemäß ihrer Linie, leitet Klausuren, gibt Ermächtigungen und eröffnet jedermann interkonfessionell, aus allen Lebenslagen, jeglichen Hintergrunds und jeglicher Überzeugung kommend die grundlegende Meditation des friedvollen Verweilens.

## Publikationen
- Gelongma Lama Palmo: Shangrila meines Herzens – mein Weg zur buddhistischen Priesterin. Rütten & Loening, 2012, ISBN 978-3-352-00835-1.
- Gelongma Lama Palmo: The Himalayas and Beyond – Karma Kagyu Buddhism in India and Nepal. Foreword by H. H. Dalai Lama, Palpung Yeshe Chökhor Ling Europe, 2009, ISBN 978-3-200-01476-3.